# William Hocking
William Ernest Hocking, född 10 augusti 1873, död 12 juni 1966, var en amerikansk filosof.
William Hocking var 1919–1943 professor i etik, religions- och statsfilosofi vid Harvard University och var efter Josiah Royces död idealismens främste representant i USA. Hocking kom från naturvetenskapliga och matematiska studier över till filosofin, och han betonade, att all spekulation måste ta sin utgångspunkt i erfarenheten. De olika huvudtyperna av filosofi (dualism, idealism, realism och mysticism) uppstår genom ensidig erfarenhetsanalys. En filosofi, som vill undvika deras fel, måste bevara sanningsmomenten hos dem alla. Hockin försökte med nya sinnrika argument utveckla tanken, att medvetandet om ett "Du" är en nödvändig förutsättning för all kunskap även om "Det" (tingen, naturen) och att detta sociala medvetande i sin tur förutsätter gudsmedvetandet. Hockings viktigaste arbete är The meaning of God in human experience (1912, flera nya upplagor), som även påverkat religionspsykologi genom Eivind Berggrav, Human nature and its remaking (1918, reviderad utgåva 1923), Present status of the philosophy of law of rights (1926), Man and state (1926), The self, its body and freedom (1928), Types of philosophy (1929) samt The lasting elements of individualism (1937, svensk översättning 1939). Hocking var medarbetare i Contemporary idealism in America (1932). Under 1940-talet ägnade sig Hocking åt att främja samarbetet och förståelsen mellan världsreligionerna, bland annat i Hibbertföreläsningarna Living religion and a world of faith (1940) och Science and the idea of God (1944) samt ett bidrag i Charles A. Moores Philosophy – east and west (1946). Hocking deltog även i de av Chicagouniversitetets kansler Robert Maynard Hutchins ledda förarbetena för en världsrepublik samt i den officiella amerikanska utredningen av pressens frihet, ett ämne, som han även behandlade separat i Freedom of the press (1947). En självbiografi av Hocking publicerades i Contemporary American philosophy, 1 (1930).